# 韓秀
韓秀，本名趙韞慧（英語：Teresa Hanen Buczacki，1946年9月19日—）， 美籍華文作家。生於紐約曼哈頓，1948年至1978年間成長於中國大陸。

## 生平

### 早期生涯
韓秀的父親是被美國派駐中國支援抗日戰爭的駐外武官韓恩（Willie Hanen），母親赵韫如則是一位演員；她出生於紐約曼哈頓，並在幼年被母親託與他人帶回中國，交由外婆代为照顾。
韓秀因其母親家世背景，幼時與梅蘭芳及老舍等文化界人士多有接觸。
成長過程中，韓秀因其異於眾人之外貌，經常遭受來自各方的特別眼光；在外婆鼓勵下，韓秀決定用心求學，以追求屬於自己的人生。
後來，韓秀就讀於北京大學附屬中學，並在參加高考時因其家庭背景遭遇困難。
此後，韓秀因不願違背自己的意願，與其他遭遇類似困難的學生一同成為首批「集體插隊」的試點人員，在北京市長彭真等人策劃下前往山西地區農村下鄉。

### 插隊下鄉
1964年至67年初，韓秀在山西曲沃加入鳳城公社林城大隊插隊落戶；在這段期間，她因獲得群眾信任，成為大隊廣播員及小學教師，並在1965年當局藉著「四清」推廣農村「掃盲運動」時成為掃盲班教師協助推廣漢語拼音。在這期間，她因與農村婦女逐漸有深入接觸而開始理解到她們的生活。

### 文革開始
1966年，彭真遭批鬥質疑其送學生至其家鄉山西插隊的「一攬子計畫」為陰謀。1967年，韓秀的母親被揪鬥，外祖母則被抄家；自外祖母家中抄出之物多被公開展覽，其中包括韓秀父親的種種遺物以及韓秀的出生證與護照等。
為了遠離批鬥，韓秀前往新疆兵團參與支邊建設；途中，她在大同下車轉回北京探望外祖母，發現老家大院周遭多已物是人非；三日後，她再度啟程前往新疆。

### 新疆九年
韓秀首先加入新疆生產建設兵團农三师，並在巴楚展開其新疆生活。此後，韓秀雖得以躲過批鬥，但是，因為不願屈服於長官的權威，她在嚴厲的勞動環境中逐漸陷入求生的困境之中。
1976年2月，韓秀突然被告知母親已被「解放」。後來，在接到發自鄧小平辦公室的電報後，韓秀連夜趕回北京；隨後，當局歸還她由美國政府發出的出生證明等個人文件。

### 前往美國
在中國與美國建交過程中，韓秀在美方要求保障在華美國公民之權益下，獲得美國駐華聯絡處（後為美國駐華大使館）及美國國務院協助而得以赴美，並從此開始長住美國。此後，韓秀還將其母親接至美國生活。
韓秀曾任教於美國國務院外交學院與約翰‧霍普金斯大學國際關係研究院。在歐洲期間，韩秀是歐洲華文作家協會會員。2020年，她获得美國總統國家與社會貢獻獎。

## 個人生活
韓秀的丈夫是美國外交官薄佐齊，歷任美國在台協會高雄分處長等職。

## 著作

### 長篇小說
- 《折射》，台北，幼獅文化，1990年[20]
  - 1994年改版，納入【名家廣場】，加副題《折射—一個美國女孩在中國》。[21]
  - 2003年由台北中央廣播電台製作成廣播小說，並由世界各地多家廣播電台轉播。[22]
  - Refraction: An American Girl in Mainland China，《折射》英譯，台北，幼獅文化，1995年[23]
  - 《一個美國女孩在中國》，《折射》增訂、簡體字版，北京，人民文學出版社，2010年[24]
  - 《亞果號的返航》，《折射—一個美國女孩在中國》新增、修訂版，台北，幼獅文化，2015年[25]。獲中華民國文化部中小學生優良讀物推介。
- 《團扇》，台北，未來書城，2002年[26]
  - 2002年由台北中央廣播電台製作成廣播小說，並由世界各地多家電台轉播。[22]
  - 《團扇》新增、修訂版，台北，三民書局，2011年[20]
- 《多餘的人》，台北，允晨文化，2012年[27]
  - The Unwanted，《多餘的人》英譯 ，2020年[28]

### 短篇小說集
- 《生命之歌》，台北，聯經出版，1993年[29]
  - 2008年由台北中央廣播電台製作成廣播小說。[22]
- 《濤聲》，台北，九歌出版社，1993年
  - 2009年由台北中央廣播電台製作成廣播小說。[22]
- 《親戚》，台北，三民書局，1996年[20]
- 《一個半小時》，台北探索出版社，2002年[20]
- 《食慾共和國》，台北，知識領航，2006年[30]
  - 《食物的旅行》，《食慾共和國》簡體版，南昌，二十一世紀出版社，2007年[31]
- 《樓上樓下》，紐約，柯捷出版，2009年[20]
- 《長日將盡—我的北京故事》，台北，允晨文化，2014年[32]
- 《倘若時間樂意善待我》If Time Allows，台北，時報文化，2019年[33]

### 藝術家傳記
- 《林布蘭特》，台北，幼獅文化，2016年[34]
- 《塞尚》，台北，幼獅文化，2016年[35]。獲台灣2016年【好書大家讀】第71梯次文學讀物B組好書推薦。[36]
- 《拉斐爾》，台北，幼獅文化，2017年[37]。2019年元月被推選為台灣2018年【好書大家讀】第75梯次好書推薦。[38]
- 《米開朗基羅》，台北，幼獅文化，2017年[39]。2018年2月被推選為台灣2017年【好書大家讀】第73梯次好書推薦。[40]
- 《巴洛克藝術第一人—卡拉瓦喬》Caravaggio：Pioneer of Baroque Art，台北，三民書局，2019年[41]
- 《神的兒子——埃爾‧格雷考》El Greco：Son of Olympus，台北，三民書局，2021年[42]
- 《德意志的上帝代言人—杜勒》Dürer：A Voice of God in Renaissance Germany，台北，三民書局，2022年[43]。2023年4月22日獲得【好書大家讀】2022年度文學類最佳讀物獎。[44]
- 《矇矓的恆星—李奧納多‧達‧文西》Leonardo da Vinci：Polymath and Mystery，台北，三民書局，2023年元月[45]
- 《永遠的先行者—林布蘭》Rembrandt：The Ageless Pioneer，台北，三民書局，2023年9月[46]

### 傳記童書
- 《俄羅斯的大橡樹—小說天才屠格涅夫》，台北，三民書局，1999年[47]
  - 獲台灣行政院新聞局第五屆人文類小太陽獎。
  - 第十八次推介中小學生優良課外讀物。
  - 文建會「好書大家讀」活動推薦。
  - 文建會「好書大家讀」活動1999年最佳少年兒童讀物獎。
- 《那藍色的，圓圓的，雨滴—華爾滋國王小約翰‧史特勞斯》，台北，三民書局，2003年[48]
  - 獲第二十四屆台灣行政院新聞局青少年優良讀物推薦獎。[20]
- 《暴風中的孤帆—列夫‧托爾斯泰》，台北，三民書局，2006年[49]
  - 獲第二十八屆台灣行政院新聞局青少年優良讀物推薦獎。[20]
- 《科西嘉戰神—拿破崙》，台北，三民書局，2007年[50]
  - 獲第二十九屆台灣行政院新聞局青少年優良讀物推薦獎。2022年4月由三民書局出版有聲書。[20]

### 散文集
- 《重疊的足跡》，台北，三民書局，1993年[20]
- 《早安！台灣》，台北，九歌出版社，1994年[51]
- 《情書外一章》，台北，三民書局，1994年[52]
- 《心繫兩岸》，台北，世界書局，1995年[20]
- 《風景》，台北，三民書局，1998年[20]
  - 2003年8月出版新版《意遊味境》。
- 《與阿波羅對話》，台北，三民書局，2001年[20]
- 《玫瑰剛露尖尖角》，台北，三民書局，2003年[20]
- 《有一個故事是這樣開始的》，台北，未來書城，2004年[20]
- 《尋回失落的美感》，台北，九歌出版社，2007年[53]
- 《雪落哈德遜河》，台北，允晨文化，2007年[54]
- 《Mom，沒有人會這樣愛我》，台北，幼獅文化，2008年[55]
- 《韓秀SHOW上桌，一位外交官夫人的宴客密笈》，《秀色可餐》之新增、修訂版，台北，臺灣商務印書館，2011年[56]
- 《文學的滋味》，台北，台灣商務印書館，2013年[57]
- 《風景線上那一抹鮮亮的紅》，台北，聯經出版社，2021年[58]

### 書話
- 《與書同在》，台北，三民書局，2003年[59]
- 《永遠的情人—46篇藏書札記》，台北，臺灣商務印書館，2012年[60][61] [14]

```
   2013年獲選
中華民國文化部
第53次中小學生優良課外讀物評選推介。
```

- 《翻動書頁的聲音》，台北，幼獅文化，2017年[62]
- 《喜歡，是一粒種籽》Liking is the First Step，台北，三民書局，2021年[63]

### 書信集
- 《兩個孩子兩片天》(與張讓合著) ，台北，大田出版社，2006年[64]

### 文林憶述
- 《尚未塵封的過往》，台北，允晨文化，2016年[65]

### 論述
- 《兩岸文物保護的歷史、影響及心態》，台北，國立故宮博物院，1996年[66]

## 獲獎
- 第四屆萬人傑新聞文化獎（紐約）[67]
- 第四十二屆中國文藝協會文藝獎章 (臺北)[14]
- 美國總統國家與社會貢獻獎，2020年[68]

## 連結
- 「中國人」認同為何式微？ - 信報論壇 （页面存档备份，存于）

## 延伸阅读
[在维基数据编辑]